# Bộ trưởng Năng lượng Hoa Kỳ
Bộ trưởng Năng lượng Hoa Kỳ (tiếng Anh: United States Secretary of Energy) là người lãnh đạo Bộ Năng lượng Hoa Kỳ, là một thành viên trong nội các của Tổng thống Hoa Kỳ, và là người đứng thứ 15 trong thứ tự kế vị Tổng thống Hoa Kỳ. Chức vụ này được lập vào ngày 1 tháng 10 năm 1977 khi Bộ Năng lượng Hoa Kỳ được thành lập khi Tổng thống Jimmy Carter ký thành luật Đạo luật Bộ Năng lượng. Ban đầu chức vụ này tập trung vào việc sản xuất và chỉnh đốn năng lượng. Chẳng bao lâu sau đó thì trọng tâm được chuyển đổi sang phát triển kỹ thuật nhằm tìm ra nguồn năng lượng tốt hơn và hữu hiệu hơn cũng như giáo dục về năng lượng. Sau khi chiến tranh lạnh kết thúc, bộ cũng hướng sang điều hành việc dẹp bỏ rác thải phóng xạ và duy trì chất lượng môi trường.
Cựu Bộ trưởng Quốc phòng James R. Schlesinger là người đầu tiên giữ chức Bộ trưởng Năng lượng. Ông là một đảng viên Cộng hòa được Tổng thống thuộc đảng Dân chủ Jimmy Carter đề cử. Đây là lần duy nhất một tổng thống đã bổ nhiệm một người khác đảng vào chức vụ bộ trưởng này. Schlesinger cũng là vị bộ trưởng duy nhất bị bãi chức khỏi chức vụ này. Hazel O'Leary, Bộ trưởng Năng lượng đầu tiên của chính phủ Bill Clinton, là người phụ nữ đầu tiên và người Mỹ gốc châu Phi đầu tiên giữ chức vụ này và cũng là người giữ chức vụ này lâu nhất. Người Mỹ gốc nói tiếng Tây Ban Nha đầu tiên phục vụ trong chức vụ này là Bộ trưởng Năng lượng thứ hai của chính phủ Clinton, Federico Peña. Steven Chu, Bộ trưởng Năng lượng đầu tiên của chính phủ Barack Obama, là người Mỹ gốc châu Á đầu tiên giữ chức vụ này và cũng là người thắng giải Nobel Vật lý đầu tiên trở thành một bộ trưởng nội các.

## Danh sách các Bộ trưởng Năng lượng Hoa Kỳ
| Thứ tự | Hình        | Tên                  | Quê nhà       | Nhậm chức           | Rời chức            | Dưới thời tổng thống |
| ------ | ----------- | -------------------- | ------------- | ------------------- | ------------------- | -------------------- |
| 1      |             | James R. Schlesinger | Virginia      | 6 tháng 8 năm 1977  | 6 tháng 8 năm 1979  | Jimmy Carter         |
| 2      |             | Charles Duncan, Jr.  | Texas         | 24 tháng 8 năm 1979 | 20 tháng 1 năm 1981 | Jimmy Carter         |
| 3      |             | James B. Edwards     | Nam Carolina  | 23 tháng 1 năm 1981 | 5 tháng 11 năm 1982 | Ronald Reagan        |
| 4      |             | Donald P. Hodel      | Oregon        | 5 tháng 11 năm 1982 | 7 tháng 2 năm 1985  | Ronald Reagan        |
| 5      |             | John S. Herrington   | California    | 7 tháng 2 năm 1985  | 20 tháng 1 năm 1989 | Ronald Reagan        |
| 6      |             | James D. Watkins     | California    | 1 tháng 3 năm 1989  | 20 tháng 1 năm 1993 | George H. W. Bush    |
| 7      | không khung | Hazel R. O'Leary     | Minnesota     | 22 tháng 1 năm 1993 | 20 tháng 1 năm 1997 | Bill Clinton         |
| 8      |             | Federico Peña        | Colorado      | 12 tháng 3 năm 1997 | 30 tháng 6 năm 1998 | Bill Clinton         |
| 9      |             | Bill Richardson      | New Mexico    | 18 tháng 8 năm 1998 | 20 tháng 1 năm 2001 | Bill Clinton         |
| 10     |             | Spencer Abraham      | Michigan      | 20 tháng 1 năm 2001 | 1 tháng 2 năm 2005  | George W. Bush       |
| 11     |             | Samuel W. Bodman     | Illinois      | 1 tháng 2 năm 2005  | 20 tháng 1 năm 2009 | George W. Bush       |
| 12     |             | Steven Chu           | California    | 20 tháng 1 năm 2009 | 22 tháng 4 năm 2013 | Barack Obama         |
| 13     |             | Ernest Moniz         | Massachusetts | 16 tháng 5 năm 2013 | 20 tháng 1 năm 2017 | Barack Obama         |
| 14     |             | Rick Perry           | Texas         | 2 tháng 3 năm 2017  | 1 tháng 12 năm 2019 | Donald Trump         |
| 15     |             | Dan Brouillette      | Texas         | 4 tháng 12 năm 2019 | 20 tháng 1 năm 2021 | Donald Trump         |
| 16     |             | Jennifer Granholm    | Michigan      | 25 tháng 2 năm 2021 | 20 tháng 1 năm 2025 | Joe Biden            |
| 17     |             | Chris Wright         | Colorado      | 4 tháng 2 năm 2025  | Đương nhiệm         | Donald Trump         |

## Các phát triển có liên quan
Tổng thống Barack Obama đã lập ra một chức vụ mới trong Nhà Trắng, đó là chức vụ Trợ tá Tổng thống đặc trách Năng lượng và Thay đổi Khí hậu, và đã chọn Carol Browner cho chức vụ này. Browner là cựu giám đốc Cơ quan Bảo vệ Môi trường Hoa Kỳ (EPA) và hiện là một đại diện của Albright Group LLC, một hãng chuyên cung cấp tư vấn chiến lược cho các công ty.